# KF Besa Pejë
Maillots
Actualités
Le KF Besa Pejë est un club de football kosovar de Pejë, fondé en 1923.
Le club a remporté trois titres de champion consécutif entre 2005 et 2007, et a réalisé le triplé lors de l'année 2005 (Championnat + Coupe + Supercoupe).

## Palmarès
- Championnat du Kosovo (8)
  - Champion : 1962, 1966, 1978, 1989, 1998, 2005, 2006, 2007

- Coupe du Kosovo (3)
  - Vainqueur : 2005, 2011, 2017

- Supercoupe du Kosovo (2)
  - Vainqueur : 2005 et 2007